# Ридольфи, Оттавио
Оттавио Ридольфи (итал. Ottavio Ridolfi; 24 марта 1582, Рим, Папская область — 6 июля 1624, Агридженто, королевство Сицилия) — итальянский куриальный кардинал и доктор обоих прав. Епископ Ариано с 1 октября 1612 по 20 марта 1623. Епископ Агридженто с 20 марта 1623 по 6 июля 1624. Кардинал-священник с 5 сентября 1622, с титулом церкви Сант-Аньезе-ин-Агоне с 26 октября 1622 по 7 октября 1623. Кардинал-священник с титулярной диаконией pro hac vice Сант-Агата-алла-Субурра с 7 октября 1623 по 6 июля 1624.